# Petronia petronia

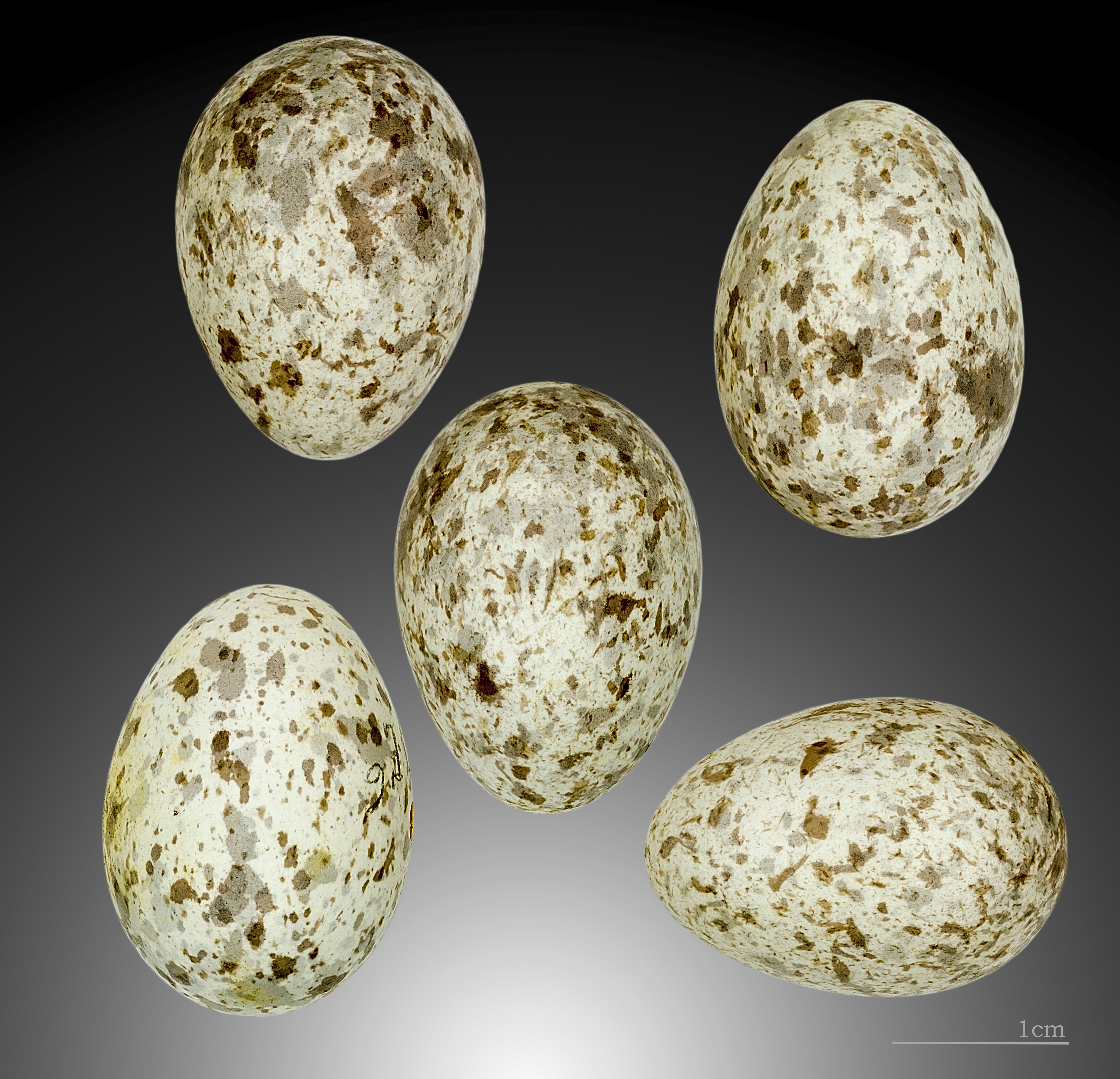
Huevos de Petronia petronia

El gorrión chillón, también llamado gorrión roquero, chirla, chilandre o chilandra (Petronia petronia) es una especie de ave paseriforme de la familia Passeridae propia de Eurasia y África. Se parece a una hembra de gorrión común debido a su apagado y pálido plumaje. El macho tiene una mancha amarilla en la garganta que en ocasiones pasa desapercibida. Encima de cada ojo tiene una lista de color crema y otra oscura justo encima. El pico es grande y adaptado a su dieta granívora. 
Su área de distribución se extiende por  el sur de Europa, Asia y norte deÁfrica. Habita en zonas secas de toda la península ibérica. No aparece en el Este de Canarias ni Baleares. Es sedentario en la mayor parte de su área de distribución, pero las aves asiáticas realizan migraciones estacionales. 

## Filogenia
Según Antonio Arnaiz-Villena et al. parece ser una especie basal de la familia Passeridae.